# Стельвага

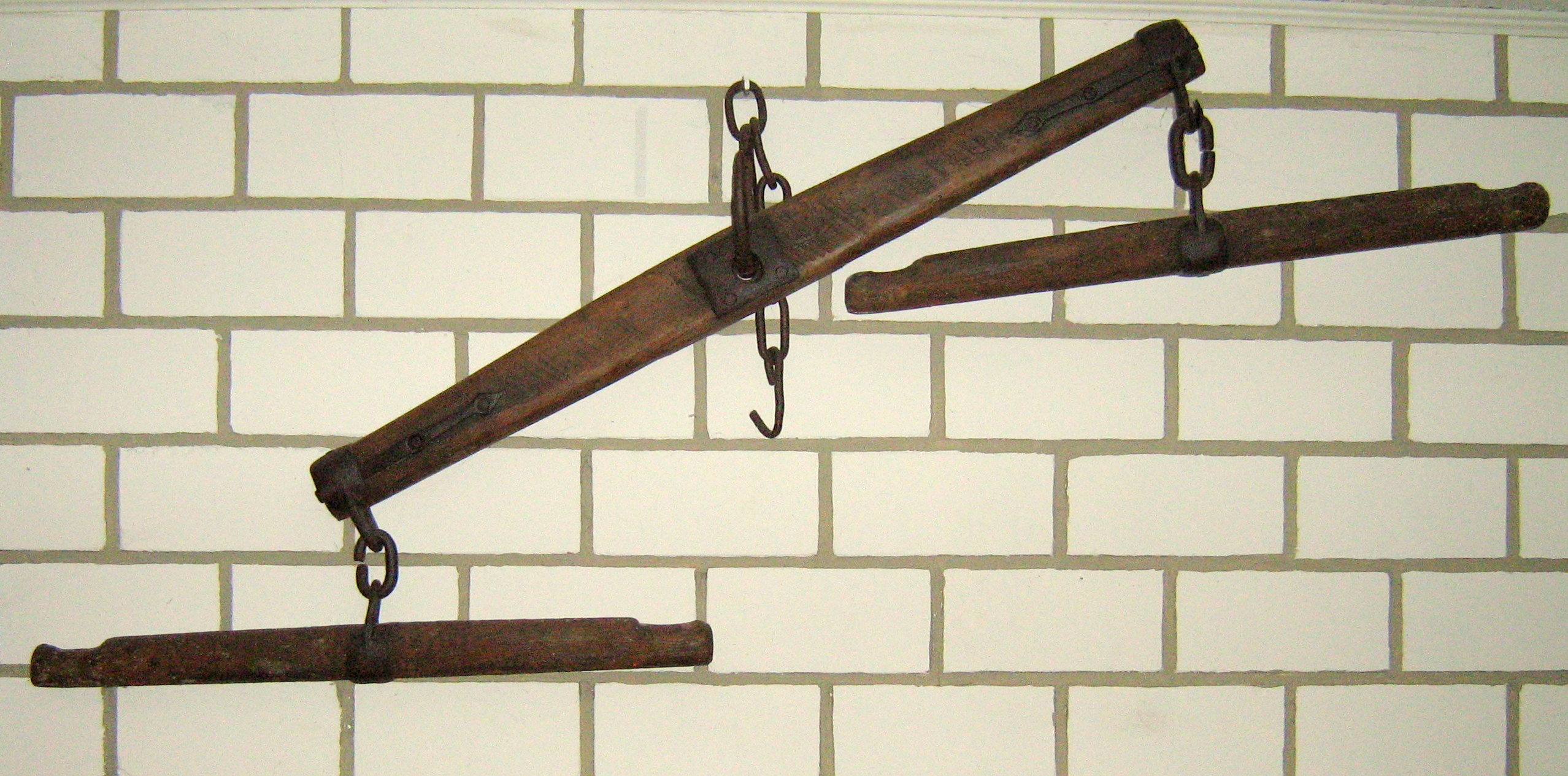
Стельвага для парокінної запряжки. У центральний отвір продіте кільце ланцюгової тяги, на кінцях барків — зарубки для посторонків

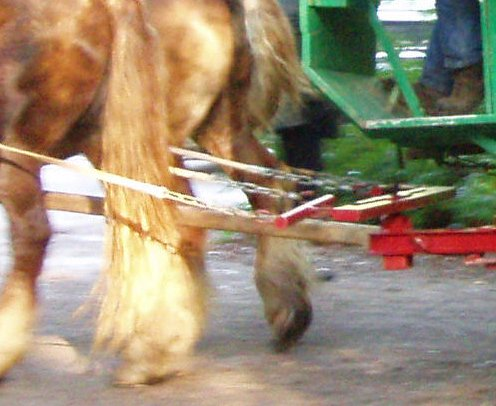
Кріплення стельваги на одному шворні з окоренком дишля

Стельва́га, штельва́га (пол. stelwaga < нім. Stellwaga, від Stelle — «насад воза» + Wage, Waage — «вага, важіль») — елемент кінної упряжі, поперечний брус, закріплений на передку. До стельваги кріплять посторонки.

## Види

Асиметрична стельвага

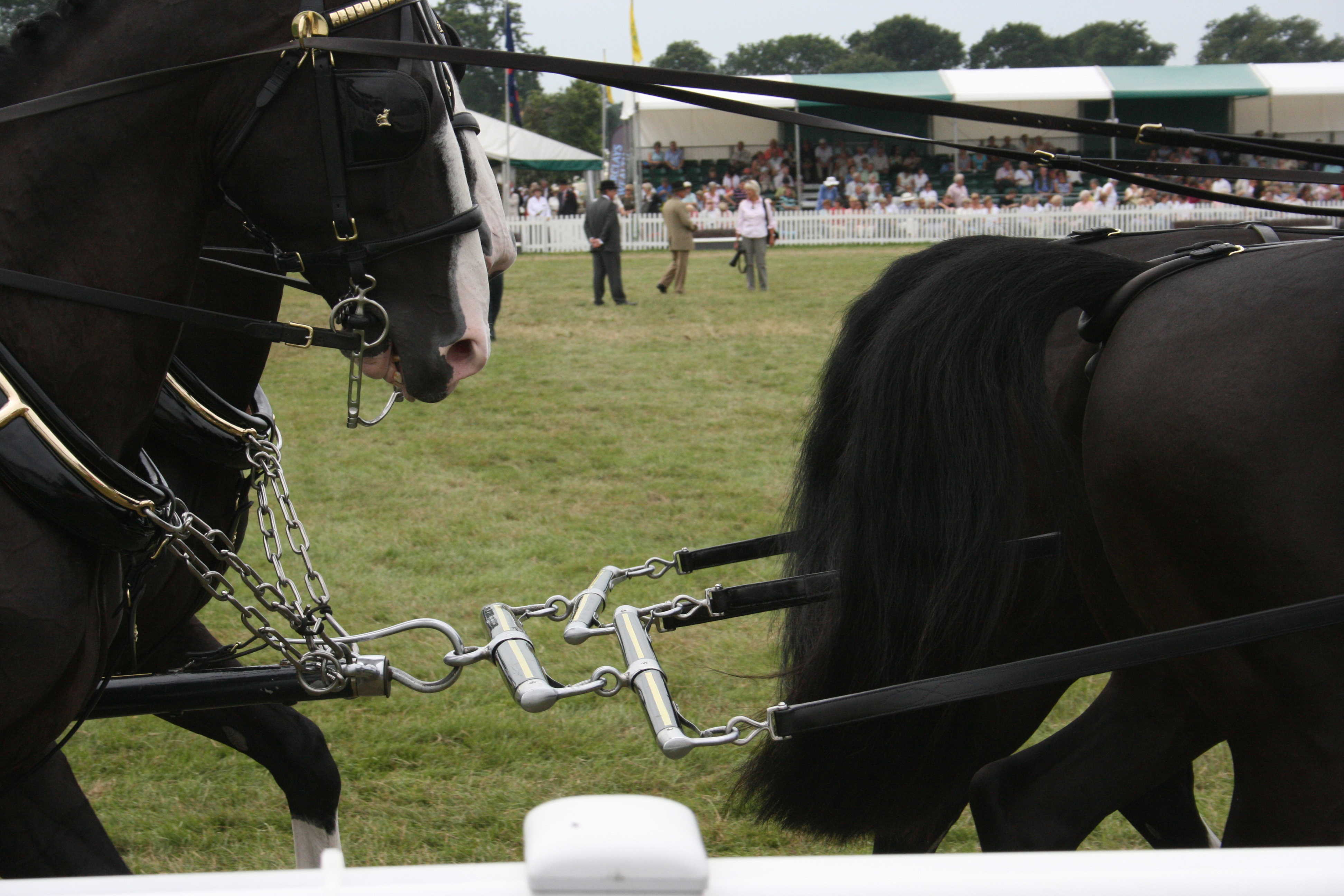
Виносна стельвага на гаку дишля

- Ба́рок (пол. barek)[4][5] чи о́рчик (пол. orczyk < сер.-в.-нім. ortschit)[6][7] — стельвага для одиночного запрягу. Являє собою дерев'яний валок чи зігнуту у вигляді сильновидовженого ромба залізну штабу завдовжки 0,7—0,9 м, споряджені на кінцях кільцями чи гаками. Середина дерев'яного барка зазвичай оковується залізом, а замість кілець чи гаків на кінцях можуть бути зарубки. Серединою барок кріпиться до повозки (плуга, борони), а за кінці прикріпляються посторонки. У разі використання парної, трійкової чи четвіркової запряжки барки кріпляться серединою до кінців стельваги. На російській тройці стельвага часто відсутня, а барки підпряжних коней кріпляться до бокових поворотних кронштейнів (так званих «виносів»). Довжина барка не впливає на правильність ходу повозки, але вона добирається залежно від ширини коня, з розрахунком, щоб посторонки не муляли боки. Термін «барок» уживався переважно на Лівобережній Україні, термін «орчик» — на Правобережній[8].
- Стельвага для парного запрягу — товстий дерев'яний брус чи ромбична металева конструкція з кільцями чи гаками. На передку повозу стельвага кріпиться на шворні (шворінь для стельваги відомий під діалектною назвою півняк)[9] і кінці її можуть рухатися взад-вперед. Замість шворня також може використовуватися гнучка тяга з короткого ланцюга чи ременя. На кінці стельваги на кільцях приєднуються барки, а до барків — посторонки.
- Стельвага для тачанкового запрягу — складена стельвага для запрягу четвіркою в ряд («тачанкового»). Складається з основної стельваги, що кріпиться до повозу, двох додаткових і чотирьох барків.
- Асиметрична стельвага — стельвага для дишельного трійкового запрягу. Складається з основної стельваги, до одного кінця якої приєднується барок, до другого — додаткова стельвага з двома барками. Центр кріплення основної стельваги при цьому зміщений у бік додаткової (відстані від отвору до кінців відносяться як 1:2). Асиметрична стельвага з одним барком використовується для запрягання підпряжного коня в парній голобельно-дуговій запряжці (зазвичай барок кріпиться до лівого кінця стельваги). На повозах з однокінною голобельно-дуговою запряжкою, де передбачалася можливість використання підпряжного (наприклад, на російських тарантасах), застосовувалася відкидна стельвага[10].
- Стельвага системи Мак-Гоя — стельвага, що застосовується до так званих «урівняльних запряжок». У звичайній запряжці внаслідок різної сили коней докладані до кінців барків і стельваг зусилля неоднакові, тому трудно встановити оптимальну довжину їхнього важеля. У трикінній стельвазі Мак-Гоя третій барок розташовується в центрі, кріпиться до тієї ж тяги, що й стельвага. Від'єднавши центральний барок, можна отримати звичайну парокінну стельвагу.
- Виносна стельвага — додаткова стельвага, використовувана при запрягу цугом. У центрі цієї стельваги є кільце, яким вона надівається на виносний гак дишля. До барків виносної стельваги кріпляться посторонки наступної після дишельної пари коней (середнього виносу). Виносна стельвага для підпрягання третього коня в парокінній запряжці ще називалася бичівник (від бичувати — «припрягати додаткову тварину»)[11][12].